# Symbolanthus
Symbolanthus é um género botânico pertencente à família Gentianaceae.

## Espécies
1. ↑  «Symbolanthus — World Flora Online». www.worldfloraonline.org. Consultado em 19 de agosto de 2020